# براخا إل. إيتنغر
براخا إيتنغر، فنانة فرنسية-إسرائيلية، رسامة وكاتبة، محللة بصرية ونفسية وفيلسوفة، تعيش بين باريس وتل أبيب وتعتبر من أهم المنظّرات والفنانات النسوية الفرنسية. إيتنغر أستاذة في كلية الدراسات العليا الأوروبية في ساس-في، سويسرا.

## الحياة والعمل
وُلدت في تل أبيب في 23 مارس 1948. حصلت على درجة الماجستير في علم النفس السريري من الجامعة العبرية في القدس وعملت كمساعدة باحث ثم مساعدة شخصية لكل من عاموس تفرسكي (1969/70، 1973/74، 1974/75) وداني كانيمان (1970/71). تزوجت في يونيو 1975 وانتقلت إلى لندن وهناك درست وتدرّبت وعملت بين عامي 1975 و1979 في مركز لندن للعلاج النفسي (مع إيلسا سيغلو) وعيادة تافيستوك وجمعية فيلادلفيا وأصبحت مواطنة بريطانية. ولدت ابنتها الممثلة لانا إيتنغر في لندن. عادت إلى إسرائيل عام 1979 وعملت في مستشفى شالفاتا. في عام 1981 تركت زوجها الأول، وقررت أن تصبح فنانة محترفة وانتقلت إلى باريس وعاشت فيها وعملت ابتداءً من عام 1981 مع شريكها يواف توكر. وُلد ابنها إيتاي توكر عام 1988. بالإضافة إلى عملها في الرسم والتصوير، بدأت الكتابة وحصلت على شهادة دكتوراه في التحليل النفسي من جامعة باريس السابعة ديدرو عام 1987 بالإضافة إلى دكتوراه في جماليات الفن من جامعة باريس الثامنة عام 1996.
نفّذت إيتنغر مشروع خاص بها في مركز بومبيدو عام 1987، ومعرض في متحف كاليه عام 1988. في عام 1995 أقامت معرضًا في متحف إسرائيل في القدس، وفي عام 1996 شاركت في قسم الفن المعاصر في 1933-1996. في عام 2000، كان لديها معرض في مركز الفنون الجميلة (قصر الفنون الجميلة) في بروكسل، وفي عام 2001 معرض فردي في مركز الرسم في نيويورك. بالإضافة إلى عملها كفنانة، واصلت إيتنغر تدريبها كمحللة نفسية مع فرانسواز دولتو، وبيرا أوجلانير، وبيير فيديدا، وجاك آلان ميللر، وأصبحت نسوية فرنسية معاصرة مؤثرة. في عام 1988، بدأت إيتنغر مشروع التصوير الفوتوغرافي. أصبحت دفاترها الفنية الشخصية مصدرًا للتعبير النظري، وقد ألهم فنها مؤرخي الفن (من بينهم مؤرخة الفن المرموقة جريسيلدا بولوك والمنسقة الدولية كاثرين دي زيغر) والفلاسفة (مثل جان فرانسوا ليوتارد وبريان ماسومي) الذين خصصوا عددًا من المقالات لدراسة لوحاتها.

## فنيًا
صوّر فن إيتنغر موضوع الصدمة والأمهات والنساء أثناء الحرب، تبحث موضوعاتها في الحالة الإنسانية ومأساة الحرب، يتوافق موقفها من التجريد مع الاهتمامات الروحية لأغنيس مارتن وهيلما كلينت. رافقت دفاتر ملاحظاتها عملية الرسم ولكنها اعتُبرت أعمال فنية مستقلة.

## معارض فردية
- غاليري يو بي أندرسون، بوفالو، 2018.
- متحف سيليزيا، كاتوفيتش، 2017.
- غاليري برافرمان، تل أبيب، 2016.
- كاليكون للفنون الجميلة، نيويورك، 2016.
- بينالي إسطنبول، 2015.
- متحف ليوبولدو فلوريس، تولوكا، المكسيك (2014).
- معرض إضاءات، جامعة ماينوث، أيرلندا (2014).
- متحف فرويد، سانت بطرسبرغ، روسيا (2013).
- متحف الدولة لتاريخ سانت بطرسبرغ، روسيا (2013).
- كاسكو، أوترخت (2012).
- متحف الفنون الجميلة، فرنسا (2011).
- مؤسسة أنتوني تابيس، برشلونة (2010).
- الأكاديمية الفنلندية للفنون الجميلة، هلسنكي (2009).
- متحف فرويد، لندن (2009).
- ميزون دو فرانس، الجامعة العبرية، القدس (2002).
- مركز الرسم، نيويورك (2001).
- مركز الفنون الجميلة (قصر الفنون الجميلة)، بروكسل (2000).
- متحف بوري للفنون، فنلندا (1996).
- متحف إسرائيل، القدس (1995).
- معرض جامعة ليدز متروبوليتان، ليدز (1994).
- متحف الفن الحديث (موما)، أكسفورد (1993).
- متحف الإثنوغرافيا الروسي في سانت بطرسبرغ، روسيا (1993).
- تشارلز كارترايت في غاليري فوريان، باريس (1985).